# البقرة الحمراء

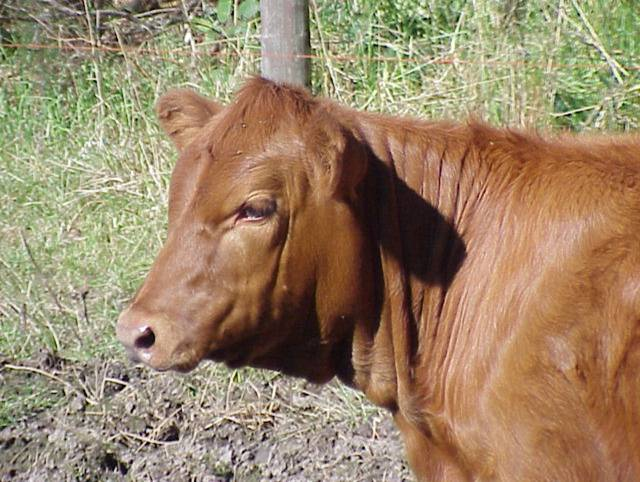
بقرة حمراء

البقرة الحمراء (بالعبرية: פָּרָה אֲדֻמָּה بارا أدومَّا‏) (بقرة لم تحمل أو تحلب أو تستأنس)، بقرة تُقدم إلى الكهنة ذبيحة وفقًا للتوراة. يستخدم رمادها في طقوس تنقية توم هاميت (نجاسة الميت)، مع أي إسرائيلي كان له علاقة بالجثة.

## التوراة

### سفر العدد
وصف سفر العدد طقس البقرة الحمراء بالتفصيل، حيث أمر بنو إسرائيل بإيجاد وذبح بقرة حمراء بلا بقع، مسلم لا عيب فيه ولم ينزل عليه نير. تُحرق البقرة بعد ذبحها خارج المعسكر بعد إضافة خشب الأرز والزوفا والصوف أو الغزل القرمزي المصبوغ ويوضع الرماد المتبقي في إناء يحتوي على ماء نقي.
في عقيدة بني إسرائيل، يرش الماء باستخدام مجموعة من الزوفا على الشخص الذي أصبح ملوثا نتيجة ملامسته للجثة لتطهيره من النجاسة. في اليوم الثالث والسابع يصبح الكاهن نفسه الذي يقوم بالطقوس نجسًا ويجب عليه أن يغسل نفسه وثيابه في مياه جارية، ويعتبر مع ذلك نجسًا حتى مساء اليوم.

## مشناه
سردت قصة البقرة الحمراء في كلا من المشناه، التجميع المركزي للقانون الشفهي الحاخامي، المكون الشفوي للتوراة المكتوبة. على سبيل المثال، يشرح سدر توهرو الإجراءات المتبعة.

### تفاصيل الأضحية
وفقا لمشناه باراه، فإن وجود شعرتين أسودين من مبطلات اختيار البقرة الحمراء، حيث يجب بالنص المذكور في التوراة بإيجاد بقرة حمراء بلا بقع، مسلم لا عيب فيه ولا ينزل عليه نير للأضحية.
توجد شروط أخرى لم تذكر صريحة في التوراة، مثل أن تكون ولادة البقرة طبيعية حيث أن الولادة القيصرية تجعل البقرة المرشحة غير صالحة للأضحية. أما الماء فيجب أن يكون ماءً حياً، ماء ينابيع على سبيل المثال. يعتبر هذا المطلب أقوى من الحمام الطقسي (مكفيه)، يسمح باستخدام مياه الأمطار المتراكمة في الخزان للمكفيه ولكن لا يمكن استخدامها في مراسم البقرة الحمراء.
تذكر المشناه أنه في أيام معبد القدس، كانت المياه تؤخذ من بركة سلوام. وأن الطقس كان معقد وكثير التفاصيل. لضمان تطهير كامل، منع كل من لمس الجثة أو شارك في تفاصيل الدفن بالاشتراك في تحضير حدث البقرة الحمراء أو أي شكل من أشكال التوما، كما تم صنع أدوات الحدث من الحجارة والتي وفقا للتوراة لا تحمل شوائب ولا تبطل الحدث.
يروى المشناه أنه قد تم استخدام الأطفال لسحب المياه وحملها للاحتفال، لكن هؤلاء الأطفال ولدوا وترعرعوا في عزلة لضمان عدم ملامستهم لأي جثة:
«كانت هناك أفنية في أورشليم مبنية فوق الصخرة [العذراء] وتحتها أجوف لضمان عدم وجود قبر في الأعماق، يؤتى عليها بالنساء الحوامل وتلدن هناك. يربى الأطفال في معزل هناك، ثم يؤتى بثور عليه أبواب يجلس عليها الأطفال حاملين في أيديهم كؤوس من حجر، عند وصولهم إلى شيلوح ينزل الأطفال ويملأوا الأكواب بالماء ثم يعودوا مرة أخرى ليجلسوا على الأبواب».
مشناه باراه 3:2
تم استخدام أدوات أخرى مختلفة، على سبيل المثال تم بناء جسر من جبل الهيكل إلى جبل الزيتون لضمان عدم ملامسة البقرة أو الكهنة المرافقون مع القبر.
وفقا للمشناه جرت مراسم حرق البقرة الحمراء على جبل الزيتون، حيث تم ذبح البقرة ورش دماه في اتجاه الهيكل سبع مرات. تم إحراق البقرة بعد ذلك في محرقة مع صوف قرمزي مصبوغ وزوفا وخشب أرز.
في السنوات الأخيرة، تم تحديد موقع حرق البقرة الحمراء على جبل الزيتون بشكل مبدئي من قبل عالم الآثار يوناتان أدلر.

### اللون
يوصف لون البقرة في التوراة بكلمة אדומה تترجم في العادة باسم الحمراء. لكن في الأونة الأخيرة، ترجمتها الدكتورة سعدية غاون إلى اللغة العربية اليهودية باسم الصفراء وهو ما يؤكده القرآن الكريم في سورة البقرة آية رقم 67 عندما أمر الله موسى أن يأمر قومه بذبح بقرة صفراء.
لتفسير هذا التناقض، يذكر سعيد الفيومي في ترجمته العبرية وتعليقه على عمل سعدية بأن التوراة تشترط أن يكون لون البقرة بني أحمر فاتح، هو في العادة اللون الطبيعي للبقرة وأن هذا اللون يوصف في العبرية بلفظ אדום وفي العربية بلفظ صفراء. وأنه يشترط فقط أن تكون البقرة من هذا اللون أو ذاك بالكامل وأن لا تحتوي على أي بقع أو عيوب بلون مختلف.

### التقاليد اليهودية
إن وجود بقرة حمراء تتوافق مع جميع المتطلبات الصارمة التي تفرضها الهالاخاه هو شذوذ بيولوجي. يجب أن يكون الحيوان بالكامل من لون واحد. هناك سلسلة من الاختبارات التي وضعها الحاخامات للتأكد من ذلك، على سبيل المثال، يجب أن يكون شعر البقرة مستقيمًا تمامًا (للتأكد من أن البقرة لم يتم نيرانها من قبل، لأن هذا يعد عدم أهليتها).
وفقًا للتقاليد اليهودية، تم ذبح تسعة عجول حمراء فقط في الفترة الممتدة من موسى إلى تدمير الهيكل الثاني. يرويها ميشناه باراه، مشيرا إلى أن سيدنا موسى أعد الأول، وعزرا الثاني، وسيمون العادل وبوشانان رئيس الكهنة، أعد كل منهما اثنين، وأعد الجويني بن احقاف، وحنا ميل المصري، شمايل بن بياوي واحدة لكل منهما.
الندرة الشديدة للحيوان، جنبًا إلى جنب مع الطقوس التفصيلية التي يستخدم فيها، أعطت البقرة الحمراء مكانة خاصة في التقاليد اليهودية. يتم الاستشهاد به على أنه نموذج مقبول، وهو قانون كتابي لا يوجد له منطق واضح. نظرًا لأن حالة النقاء الطقسية التي تم الحصول عليها من خلال رماد البقرة الحمراء هي شرط أساسي ضروري للمشاركة في خدمة المعبد، فقد تم بذل الجهود في العصر الحديث من قبل اليهود الذين يرغبون في نقاء الطقوس التوراتية (انظر طوما وطهارة) وتحسبًا للمبنى للمعبد الثالث لتحديد مكان بقرة حمراء وإعادة إنشاء الطقوس. ومع ذلك، فقد تم استبعاد العديد من المرشحين.

### معهد تيمبل
معهد تيمبل، منظمة مكرسة لإعداد إعادة بناء الهيكل الثالث في القدس، اختيار البقرة الحمراء بما يتوافق مع متطلبات الأرقام 19: 1-22 ومشناه باراه. في السنوات الأخيرة، اعتقد المعهد أنه حدد اثنين من المرشحين، أحدهما في عام 1997 والآخر في عام 2002. وكان معهد تيمبل قد أعلن في البداية أن كل منهما مناسب ولكن وجد لاحقًا أن كل منهما غير مناسب. يقوم المعهد بجمع الأموال من أجل استخدام التكنولوجيا الحديثة لاستيلاد بقرة حمراء تعتمد وراثيًا على ريد أنجوس. في سبتمبر 2018، أعلن المعهد عن ولادة مرشح للعجلة الحمراء قائلاً: "البقرة حاليًا مرشح قابل للتطبيق وسيتم فحصها [لمعرفة] ما إذا كانت تمتلك المؤهلات اللازمة للعجلة الحمراء.

## القرآن
سميت السورة الثانية وأطول سورة في القرآن بسورة البقرة. تم سرد أحداث القصة في السورة: ﴿وَإِذْ قَالَ مُوسَى لِقَوْمِهِ إِنَّ اللَّهَ يَأْمُرُكُمْ أَنْ تَذْبَحُوا بَقَرَةً قَالُوا أَتَتَّخِذُنَا هُزُوًا قَالَ أَعُوذُ بِاللَّهِ أَنْ أَكُونَ مِنَ الْجَاهِلِينَ ۝٦٧ قَالُوا ادْعُ لَنَا رَبَّكَ يُبَيِّنْ لَنَا مَا هِيَ قَالَ إِنَّهُ يَقُولُ إِنَّهَا بَقَرَةٌ لَا فَارِضٌ وَلَا بِكْرٌ عَوَانٌ بَيْنَ ذَلِكَ فَافْعَلُوا مَا تُؤْمَرُونَ ۝٦٨ قَالُوا ادْعُ لَنَا رَبَّكَ يُبَيِّنْ لَنَا مَا لَوْنُهَا قَالَ إِنَّهُ يَقُولُ إِنَّهَا بَقَرَةٌ صَفْرَاءُ فَاقِعٌ لَوْنُهَا تَسُرُّ النَّاظِرِينَ ۝٦٩ قَالُوا ادْعُ لَنَا رَبَّكَ يُبَيِّنْ لَنَا مَا هِيَ إِنَّ الْبَقَرَ تَشَابَهَ عَلَيْنَا وَإِنَّا إِنْ شَاءَ اللَّهُ لَمُهْتَدُونَ ۝٧٠ قَالَ إِنَّهُ يَقُولُ إِنَّهَا بَقَرَةٌ لَا ذَلُولٌ تُثِيرُ الْأَرْضَ وَلَا تَسْقِي الْحَرْثَ مُسَلَّمَةٌ لَا شِيَةَ فِيهَا قَالُوا الْآنَ جِئْتَ بِالْحَقِّ فَذَبَحُوهَا وَمَا كَادُوا يَفْعَلُونَ ۝٧١ وَإِذْ قَتَلْتُمْ نَفْسًا فَادَّارَأْتُمْ فِيهَا وَاللَّهُ مُخْرِجٌ مَا كُنْتُمْ تَكْتُمُونَ ۝٧٢ فَقُلْنَا اضْرِبُوهُ بِبَعْضِهَا كَذَلِكَ يُحْيِي اللَّهُ الْمَوْتَى وَيُرِيكُمْ آيَاتِهِ لَعَلَّكُمْ تَعْقِلُونَ ۝٧٣﴾ [البقرة:67–73]
يوضح ابن كثير أنه وفقًا لابن عباس وعبيدة، فقد أظهر عناد بني إسرائيل، الذين طرحوا أسئلة لا داعي لها على الأنبياء دون اتباع أي وصية من الله. لو أنهم ذبحوا بقرة، أي بقرة، لكان ذلك كافياً لهم، ولكن بدلاً من ذلك جعلوا الأمر أكثر صعوبة فجعل الله الأمر أكثر صعوبة عليهم.

## الاعتقاد المسيحي
يعتقد البعض أن المجيء الثاني ليسوع المسيح لا يمكن أن يحدث حتى يتم بناء الهيكل الثالث في القدس، الأمر الذي يتطلب ظهور بقرة حمراء ولدت في إسرائيل. يحاول كلايد لوت، مربي الماشية، تربية عجول حمراء بشكل منهجي وتصديرها إلى إسرائيل لتأسيس خط تربية من العجول الحمراء في إسرائيل على أمل أن يؤدي ذلك إلى بناء الهيكل الثالث وفي النهاية المجيء الثاني ليسوع.

## الأساطير اليونانية القديمة
كما اعتبرت البقرة الحمراء مقدسة للإله الإغريقي أبولو. ظهرت في العديد من الأساطير، بما في ذلك تلك المتعلقة بإنشاء القيثارة عندما سرق هيرميس عجول أبولو الحمراء ثم أخفاها وللهروب من غضب أبولو يخلق هيرمس القيثارة.
جيريون أيضا، المخلوق الأسطوري ذو الأجسام الثلاثة الذي قُتل على يد هيراكليس، لديه ماشية حمراء، وفقًا لسودو أبولودوروس التي سرقها هيراكليس كالعملة العاشرة.

## الاستخدام الحديث
البقرة الحمراء هي التميمة الرسمية لأكاديمية جان، مدرسة ثانوية يهودية تقع في والثام، ماساتشوستس.

## وصلات خارجية
- «الرماد والماء - من سادة الكاسيدية».
- أحداث التوراة.